# Waldoboro (Maine)
Waldoboro es un pueblo ubicado en el condado de Lincoln en el estado estadounidense de Maine. En el Censo de 2010 tenía una población de 5075 habitantes y una densidad poblacional de 24,85 personas por km².

## Geografía
Waldoboro se encuentra ubicado en las coordenadas 44°7′20″N 69°23′0″O / 44.12222, -69.38333. Según la Oficina del Censo de los Estados Unidos, Waldoboro tiene una superficie total de 204.25 km², de la cual 185,18 km² corresponden a tierra firme y (9,34 %) 19,07 km² es agua.

## Demografía
Según el censo de 2010, había 5075 personas residiendo en Waldoboro. La densidad de población era de 24,85 hab./km². De los 5075 habitantes, Waldoboro estaba compuesto por el 97,4 % blancos, el 0,37 % eran afroamericanos, el 0,45 % eran amerindios, el 0,41 % eran asiáticos, el 0,22 % eran de otras razas y el 1,14 % eran de una mezcla de razas. Del total de la población el 1,02 % eran hispanos o latinos de cualquier raza.

## Historia
En 1629 la zona que luego sería Waldoboro fue cedida a John Beauchamp de Londres y a Thomas Leverett de Boston. La propiedad, denominado el Patente Muscongus, yació dormido hasta 1719. Entonces el bisnieto de Leverett, John Leverett, el presidente del Colegio de Harvard, revivió el derecho y formó una nueva compañía para colonizar la propiedad. En 1729 el general Samuel Waldo de Boston ganó un interés mayoritario en el patente, así que fue renombrado el Patente Waldo.
Bajo el nombre de Broad Bay (Bahía Ancha), la colonia fue establecida y poblada entre 1733 y 1740, pero sufrió en 1746 un ataque arrasador a manos de los indios Wabanaki, quienes luchaban como aliados de Nueva Francia durante la Guerra del rey Jorge. Las casas de Broad Bay fueron quemadas y sus residentes masacrados o tomados cautivos por los Wabanaki. Los sobrevivientes huyeron a las colonias cercanas de St. George y Pemaquid. La paz se restauró en 1748 con el Tratado de Aquisgrán.
Entre 1752 y 1753, Samuel Waldo, nieto del general Jonathan Waldo, viajó a Alemania y reclutó unos 1,500 voluntarios para inmigrar a Broad Bay a bordo del barco Lydia. Estas personas provenían principalmente de la Renania. Algunos eran devotos de Martín Lutero y Ulrico Zuinglio, pero no inmigraron por motivos religiosos como habían hecho los padres Peregrinos de Plymouth, sino para “aumentar sus posesiones materiales.” Cuando estaba en Alemania, Waldo utilizó los servicios de Sebastian Zouberhuler como agente y reclutador. La mayoría de los inmigrantes se instalaron al lado occidental de Broad Bay, aunque este territorio legalmente pertenecía al Patente Pemaquid. Alrededor de 300 de los alemanes luego se trasladaron a las colonias moravianas en lo que hoy es el condado de Forsyth en Carolina del Norte, pero la mayoría permaneció y estableció una comunidad germano-estadounidense que sobrevive hasta la actualidad. 
El 29 de junio de 1773 el municipio fue incorporado como Waldoborough, tomando su nombre del propietario original. El deletreo de "borough" luego fue modificado a "boro", una simplificación ortográfica que se puso de moda en Estados Unidos durante el siglo XIX. Waldoboro en 1786 se hizo sede del condado de Lincoln, pero esta distinción pasó en 1880 al pueblo de Wiscasset. 
Las granjas de Waldoboro produjeron heno y papas. La llegada del ferrocarril animó el desarrollo económico del pueblo. Sus industrias vinieron a incluir una fundidora de hierro, un molino de estopa, una fábrica de textiles, un molino harinero, un aserradero y talleres de muebles, puertas, contraventanas y carruajes. También operaron canteras de mármol y de granito. Sin embargo, la construcción de buques fue el negocio principal; ocho navíos grandes fue construidos solo en 1880, y el pueblo ganó renombre por sus astilleros. En 1888 Waldoboro fue el puerto de lanzamiento de la Governor Ames, la primera goleta de cinco mástiles. La Governor Ames fue construida en el astillero Leavitt Storer en Waldoboro. El pueblo también sirvió como puerto de entrada, e incluye una aduana diseñada en 1857 por Ammi Young, el arquitecto supervisor del Departamento del Tesoro.
Waldoboro se conoce por su estilo distintivo de alfombra de nudos, y como el tocayo de la Waldoboro Green Neck, una variedad criolla de nabicol.